# Luise von Sachsen-Hildburghausen

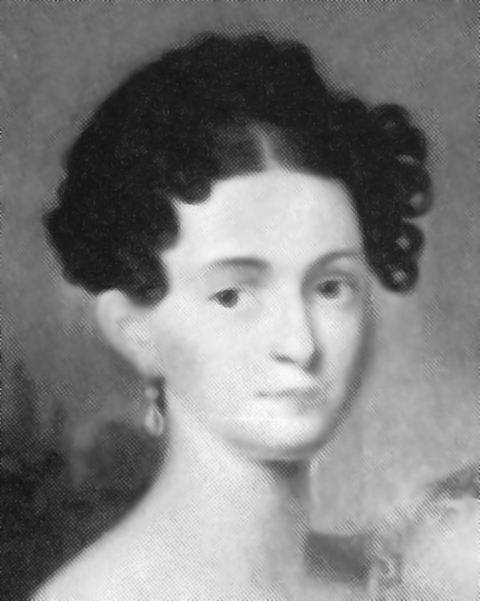
Prinzessin Luise von Sachsen-Hildburghausen

Charlotte Luise Friederike Amalie Alexandrine von Sachsen-Hildburghausen (* 28. Januar 1794 in Hildburghausen; † 6. April 1825 in Biebrich) war eine Prinzessin von Sachsen-Hildburghausen und durch Heirat Herzogin von Nassau.

## Leben
Luise war die jüngste Tochter des Herzogs Friedrich von Sachsen-Hildburghausen (seit 1826 Herzog von Sachsen-Altenburg) und dessen Gemahlin Charlotte von Mecklenburg-Strelitz. Damit gehörte sie dem Haus Sachsen-Hildburghausen an. Eine ihrer Taufpaten war ihre Tante, Königin Luise von Preußen. Mit ihren Schwestern Charlotte und Therese galt sie als sehr schön, Luise als die hübscheste der drei. Friedrich Rückert widmete den Prinzessinnen sein Gedicht Mit drei Moosrosen.
Im Jahr 1809 weilte Kronprinz Ludwig von Bayern im Schloss Hildburghausen, um sich eine Braut auszusuchen. Er entschied sich zwischen Luise und Therese für die letztere, ältere der Schwestern. Luise heiratete am 24. Juni 1813 in der Stadtkirche von Hildburghausen Wilhelm von Nassau, der drei Jahre später als Wilhelm I., Herzog von Nassau wurde. Die Trauung vollzog Superintendent Johannes Friedrich Gieße von Weilburg. Bei der Rückkehr nach Weilburg formierte sich die Weilburger Bürgergarde zum Anlass der Eheschließung und Samuel Luja (1735–1818) komponierte die Cantate am Feste der Heimführung des Erbprinzen Wilhelm von Nassau mit der Prinzessin Louise von Sachsen-Hildburghausen. Die Ehe wurde unglücklich. Luises Mann trat nicht nur in der Politik, sondern auch im Familienkreis autokratisch auf und tyrannisierte Frau und Kinder.
Luise starb am 6. April 1825 kurz nach der Geburt ihrer jüngsten Tochter. In zweiter Ehe heiratete Herzog Wilhelm Luises Nichte Pauline von Württemberg (1810–1856). Nach Luise ist der Luisenplatz und die Luisenstraße in Wiesbaden benannt.

## Nachkommen
- Auguste (1814–1814)
- Therese (1815–1871) ⚭ 1837 Herzog Peter von Oldenburg (1812–1881)
- Adolf (1817–1905), Herzog von Nassau, Großherzog von Luxemburg
- Wilhelm (1819–1823)
- Moritz (1820–1850)
- Marie (1822–1824)
- Wilhelm (1823–1828)
- Marie (1825–1902) ⚭ 1842 Fürst Hermann zu Wied (1814–1864)